# Camp de concentration de Gonars
Le camp de concentration de Gonars (italien : Campo di concentramento di Gonars) est un camp de concentration italien créé le 23 février 1942, près de Gonars, en Italie.
Le camp est construit par les fascistes italiens.  Il compte environ 10 000 prisonniers civils yougoslaves, principalement des slovènes et des croates de la province de Ljubljana. Environ 500 détenus y perdent la vie.
Le camp est dissous le 8 septembre 1943, immédiatement après l'armistice italien.

## Prisonniers célèbres
- France Balantič, poète.
- Frane Milčinski (nom de plume Ježek ), poète, acteur, écrivain.
- Anton Vratuša, homme politique.